# 나카자토촌 (시즈오카현)
나카자토촌(일본어: 中郷村)은 일본 시즈오카현의 동부 기미사와군·다가타군에 속했던 촌이다. 현재의 미시마시 남부에 해당한다.

## 역사
- 1889년 4월 1일 - 정촌제 시행에 의해 기미사와군 나카자토촌이 성립하였다.
- 1896년 4월 1일 - 군 개편에 의해 다카타군으로 변경되었다.
- 1954년 3월 31일 - 미시마시에 편입되어, 동일 나카자토촌은 폐지되었다.

## 참고 문헌
- 角川日本地名大辞典編纂委員会,『角川日本地名大辞典 22 静岡県』, 角川書店, 1978年, ISBN 4040012208